# Jogo das Estrelas de 2014 do NBB
O Jogo das Estrelas da temporada 2013-14 do NBB foi um evento festivo realizado nos dias 21 de fevereiro e 2 de fevereiro de 2014, no Sarasate Arena, em Fortaleza, Ceará. No primeiro dia de torneio, foram disputados o "Torneio de Enterradas", o "Torneio de Três-Pontos", "Desafio de Habilidades" e o "Arremesso das Estrelas"(Um torneio de arremessos entre trios formados por um jogador do campeonato NBB, um ex-atleta e uma jogadora que atua na LBF (Liga de Basquete Feminino).). Nesses três torneios, os campeões do ano anterior estão inclusos, enquanto outros jogadores competiram pelos últimos lugares. 
O evento foi organizado pela Liga Nacional de Basquete e teve transmissão ao vivo do canal SporTV e da TV Globo. Foi o quinto evento do NBB para juntar as estrelas do basquete nacional.